# Куля з пласкою головною частиною

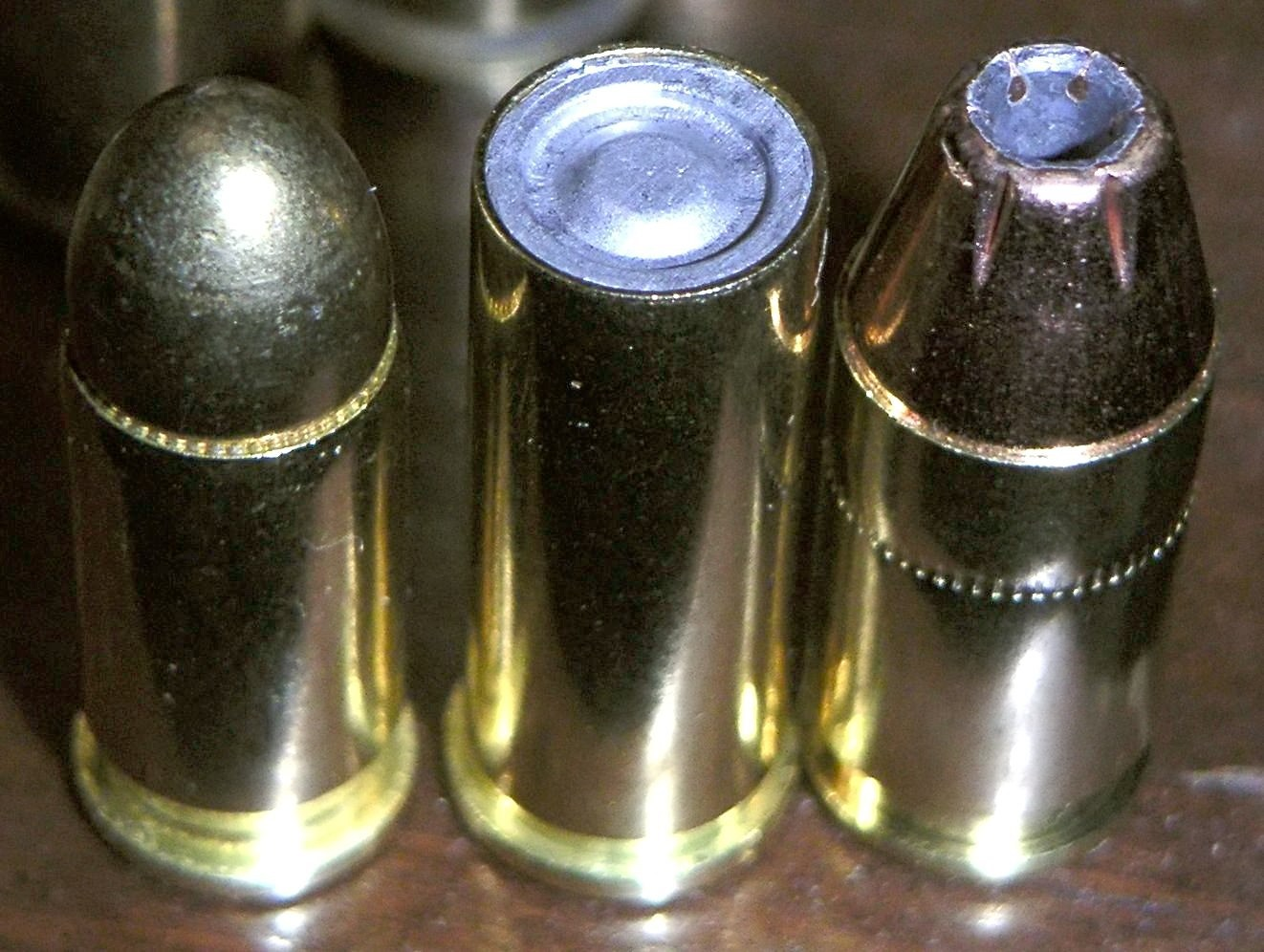
.32 ACP куля з суцільнометалевою оболонкою, .32 S&W Long з пласкою головною частиною, .380 ACP оболонкова експансивна куля (L-R)

Куля з пласкою головною частиною (англ. wadcutter) є спеціальною кулею, яка розроблена для стрільби по паперовим цілям, зазвичай з близької відстані і на дозвукових швидкостях приблизно 274 м/с. Кулі з пласкою головною частиною також полюбляють використовувати у зброї для самооборони, наприклад, в короткоствольних револьверах .38 калібру, де, через короткий ствол, максимальна швидкість кулі низька, зазвичай до 274 м/с, а тому потрібна поліпшена летальність. Пласкі кулі зазвичай використовують в спортивній ручній вогнепальній  та пневматичній зброї.

## Профіль кулі

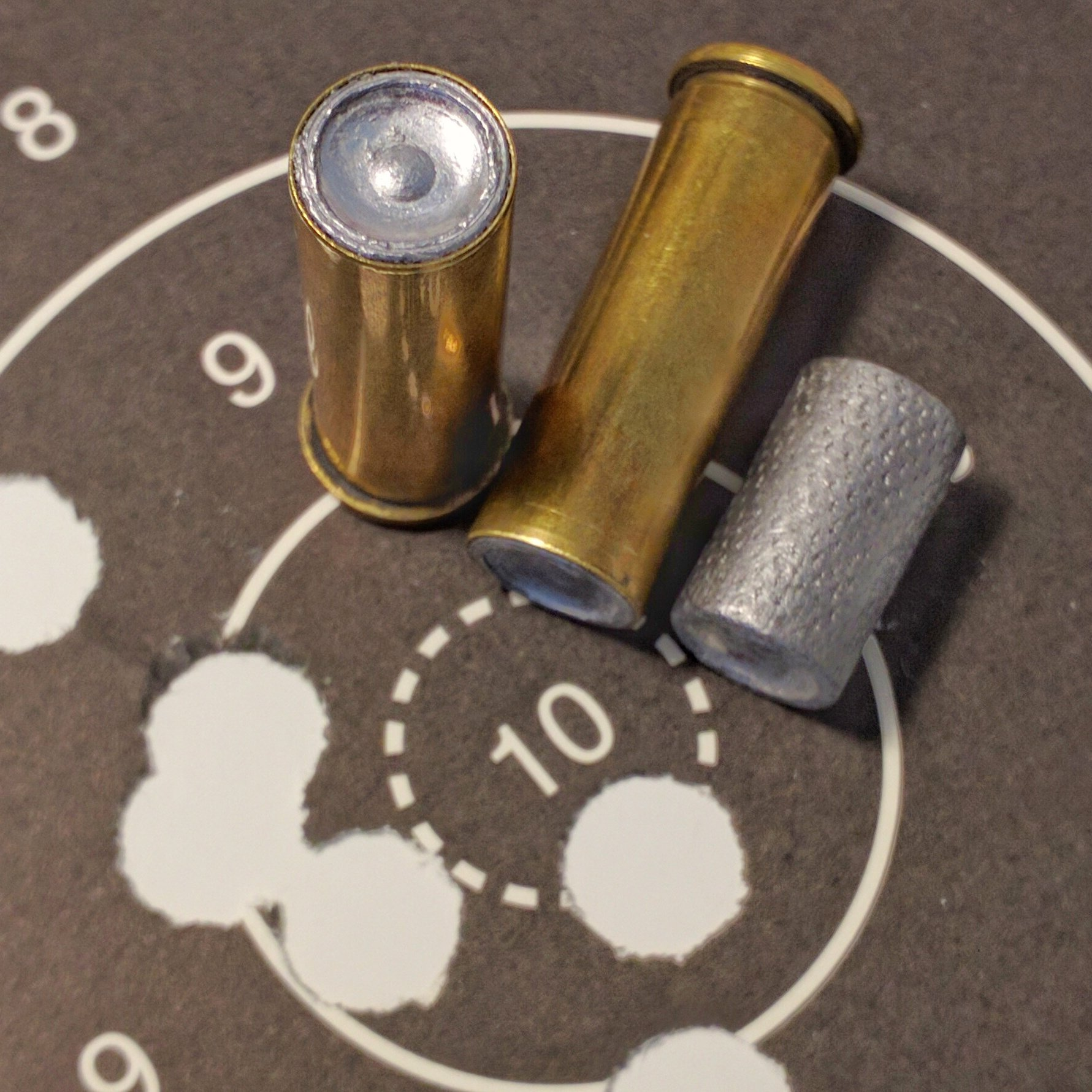
Набої .38 Special з кулями з пласкими головними частинами, 148 гранова порожниста куля з пласкою головною частиною і мішень з рівними отворами

Куля з пласкою головною частиною має плоску або майже плоску передню частину, яка зазвичай дорівнює ширині калібру або лише трохи менше в діаметрі, ніж розмір калібру. У стрільбі по мішеням куля з пласкою головною частиною робить дуже чистий отвір у паперовій мішені, що дозволяє легше підрахувати кількість очок. Через пласку носову частину такі набої не дуже підходять для заряджання у магазини, зазвичай набої з такими кулями використовують у револьверах або у спеціально розроблених самозарядних пістолетах, але деякі кулі можуть мати закруглений профіль носової частини кулі. 

## Тип куль з пласкою головною частиною

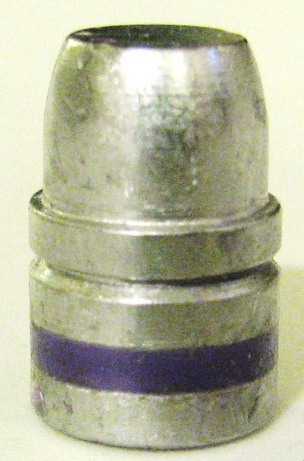
Keith-Style SWC з однією обжимною та однією змащувальною канавками. На практиці куля може бути обтиснута по провідному пояску або по обжимній канавці за бажанням.

Існують різні типи куль з пласкою головною частиною: HBWC (Hангл. ollow Base Wadcutter — з порожнистою основою), DEWC (англ. Double-ended wadcutters — з двома кінцями), BBWC (англ. Beveled-Base Wadcutters — зі скошеною базою) та SWC (англ. Semi-Wadcutters — з пласким носиком). Набої HBWC краще за все використовувати при низьких швидкостях, через порожнину у тильній частині, вони можуть розколотися від потужних зарядів. Набої DEWC краще підходять для автоматичного заряджання набоїв, де кулю можно спорядити будь-якою стороною. BBWC були розроблені для простішого заряджання кулі в гільзу. Набої SWC розробили для того, щоб такі набої можна було використовувати в самозарядних пістолетах та револьверах, де закруглена куля краще працює з напрямними живлення самозарядної зброї, крім того їх використовують з потужними зарядами для полювання або самооборони. Деякі кулі SWC мають менший діаметр на кінці, що дозволяє використовувати ці кулі з обтюраторами. Правильно змащені кулі SWC з обтюраторами можуть досягати швидкості 518 м/с, обтюратор зменшує свинцювання стволу. 

### Точність
Максимальна дистанція точності куль з пласкою головною частиною залежить від передньої форми кулі. Повнокаліберні кулі підходять для використання на близьких відстанях, їх зазвичай не використовують на відстанях, які перевищують 25 метрів, де точність є важливою. На дистанціях понад 50 метрів, повнокаліберні кулі стають дуже не точними. З іншого боку, кулі SWC можуть бути дуже точними на відстанях понад 100 метрів. Загалом, кулі з пласким носиком мають частково заокруглений ніс, а тому є більш точними ніж кулі з пласкою носовою частиною. Проте, кулі з пласкою головною частиною мають більшу вражаючу здатність і підходять для полювання або самозахисту.

### Змащення та обтиск кулі
Свинцеві кулі з пласкою носовою частиною потребують правильного змащення, щоб запобігти свинцюванню (накопиченню свинцевих відкладень) нарізів. При правильному змащенні при використанні суцільносвинцевої кулі свинцювання не відбувається до швидкості приблизно 287 м/с. Проте, без змащення свинцювання відбувається дуже швидко, всього за пару пострілів. Більшість куль DEWC, BBWC, HBWC та SWC мають 1, 2 або 3 змащувальні канавки, з або без додаткових 1 або 2 обжимних канавок. (Дві обжимні канавки інколи можно побачити на кулях подвійного використання, наприклад, тих які можна використовувати в набоях .38 Special та .357 Magnum або у .44 Special та .44 Magnum, де середня довжина набою повинна бути різною для досягнення найвищою точності.) В револьверах використовують катану обжимку кулі. У самозарядних пістолетах використовують конусну обжимку. У однозарядній вогнепальній зброї, обжимка взагалі не потрібна, але набої з великими швидкостями можуть мати катану або конусну обжимку, в залежності від набою, щоб дати можливість зрости тиску до того часу як куля вийде з гільзи.

### Кулі для стрільби в приміщеннях
Кулі з пласкою головною частиною для зброї з центральним запаленням мають модифікований профіль зі зменшеним діаметром в центрі або з округленим перетином. Це було зроблено для того щоб такі кулі не могли нанести надмірне пошкодження протирикошетним гумовим екранам, які використовують у приміщеннях. Кулі такого профіля роблять акуратні отвори без розриву паперової мішені, при цьому куля лише частково деформує гумовий екран, не розриваючи його, та рикошетить. 

### Технологія заряджання куль
Кулі можно заряджати врівень зі зрізом дульця гільзи або куля може трохи визирати з гільзи, в залежності від того, яке заряджання забезпечує найкращу точність, яким повинен бути бажаний об'єму заряду пороху або інших критеріїв. Продають набої з обома видами обжимки куль. Хоча спочатку їх розробляли для стрільби по мішеням, ці кулі можна використовувати для самозахисту на малих відстанях та на полюванні, оскільки їхні гострі краї та точність на близькій відстані збільшують летальність.

## Ефект свинцювання
Кулі з пласкою головною частиною зазвичай роблять зі свинцю. Відкладення свинцю у нарізних канавках стволів та конусах патронників револьверів вимагає використовувати набої де максимальна швидкість кулі становить приблизно 275 м/с. Сучасним рішенням по зменшенню свинцювання на високих швидкостях є порошкове покриття свинцевої кулі, яке знаходиться в захисній оболонці. Кулі які рухаються з високою швидкістю можуть за кілька пострілів сильно засвинцювати канавки стволу та конус патронника, що може викликати серйозну загрозу при подальшому використанні куль з суцільнометалевою оболонкою, без попередньої чистки зброї для видалення свинцю. Для чищення можно використовувати механічний інструмент (наприклад, Lewis Lead Remover або щось схоже) та/або хімічні засоби чистки, для видалення відкладень свинцю після стрільби набоями з великими швидкостями.

## Кулі для пневматичних гвинтівок та пістолетів

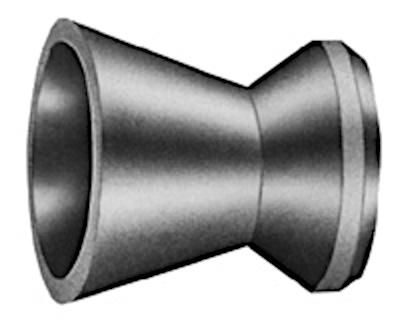
Типова куля діаметром 4,5 мм (0,177 дюйма) для пневматичного пістолета, в конфігурації HBWC (Hollow Base Wadcutter)

Цільові пневматичні гвинтівки та пістолети для змагань зазвичай стріляють невеликими свинцевими кулями (англ. pellet) зі швидкістю польоту кулі приблизно 170 м/с. Цільові кулі для пневматичної зброї зазвичай використовують в змаганнях при стрільбі по паперовим мішеням на дистанціях до 25 метрів.